# Travon Bryant
Travon Levar Bryant (Cerritos, 5 febbraio 1983) è un ex cestista e allenatore di pallacanestro statunitense.

## Palmarès

### Squadra
- Campionato italiano: 1

Pall. Treviso: 2005-06

### Individuale
- McDonald's All-American Game (2000)